# START (JUN SKY WALKER(S)のアルバム)
『START』（スタート）は、JUN SKY WALKER(S)の5枚目のオリジナル・アルバム。1991年2月21日にTOY'S FACTORYからリリースされた。

## 概要
- アルバムではバンド唯一のオリコンチャート1位獲得作品で、最大のヒットを記録した。
- 前作『Let'Go Hibari-hills』に引き続き、松任谷正隆が#3・ #12でオーケストラアレンジを担当。
- 初回盤のみ三方背BOX仕様で、特製ブックレット封入。

## 収録曲
1. START (5:37)
  - 4thシングル
2. メロディー (3:32)
3. 遠くまで (5:48)
4. ただの恋の唄 (4:59)
5. 僕を灰に (4:12)
6. 休みの日 (4:57)
7. 留守番電話に君の声を (4:31)
8. しがないロックンローラー (4:22)
9. パーティー (5:08)
10. 雲になりたい (4:12)
11. 奇跡をこの手に (3:14)
12. チビは寝ている（A DAY IN THE LIFE） (3:14)

## 参加ミュージシャン
- 宮田和弥：Vocal
- 森純太：Guitar, Vocal
- 寺岡呼人：Bass, Vocal
- 小林雅之：Drums, Vocal
- Abe Strings：Strings
- 風間文彦：Clavietta
- 淵野繁雄：Clarinet
- 松任谷正隆：Orchestration

## カバー
休みの日
- Bank Band（2008年、アルバム『沿志奏逢2』収録）